# 10:23 kampány

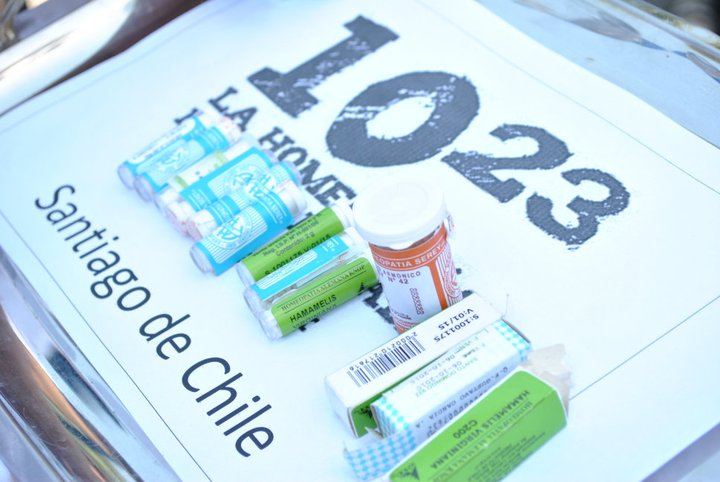
10:23 kampány

A 10:23 kampány egy brit szkeptikusok által indított rendezvénysorozat, melynek célja a homeopátiás szereket lényegében gyógyszernek tekintő jelenlegi jogi szabályozás felülvizsgálata. Neve az Avogadro-számra utal, melynek közelítő értéke 6 × 1023 (a homeopatikus készítmények gyakran ennél lényegesen nagyobb hígítással dolgoznak, ilyenkor a szerben a hatóanyag egyetlen molekulája sem fordul elő). A kampány szervezői szerint a homeopátia áltudomány, amelyet sem a tudományos elméletek, sem a tapasztalat nem támaszt alá. A kampány rendezvényein (rendszerint 10 óra 23 perckor) a résztvevők nagy mennyiségű homeopátiás szer bevételével „túladagolják” magukat, ezzel demonstrálva, hogy a szereknek valójában semmilyen hatása nincs.
Az első ilyen tüntetéssorozat 2010. január 30-án volt Angliában. Az új-zélandi szkeptikusok is hasonló megmozdulást rendeztek. 2011. február 5–6-ára számos országban hasonló rendezvényeket szerveztek a helyi szkeptikusok, köztük a magyar Szkeptikus Társaság is, akik 70-es összlétszámmal és három helyszínen (Budapest, Szeged, Székesfehérvár) vitték végbe a „túladagolást”. Az Európai Parlament előtt is jelen voltak a demonstrálók, ahová a sajtó munkatársait is elhívták.